# Ahmad ibn Abd al-Latif
Ahmad ibn Abd al-Latif (+1457) fou un príncep timúrida.
A la mort del seu pare Abd al-Latif Mirza a Herat el 8 de maig de 1450, va fugir en la confusió amb el seu germà Muhammad Txuqi ibn Abd al-Latif i no fou perseguit. Els dos germans es van revoltar a Balkh el 1457 però Abu Saïd va marxar contra ells i els va derrotar. Ahmad va morir a la lluita.